# Pennsylvania Station (1910-1963)
 (août 2023).
Si vous disposez d'ouvrages ou d'articles de référence ou si vous connaissez des sites web de qualité traitant du thème abordé ici, merci de compléter l'article en donnant les références utiles à sa vérifiabilité et en les liant à la section « Notes et références ».
Pour les articles homonymes, voir Pennsylvania Station.
Cet article concerne l'ancienne gare détruite. Pour la nouvelle, voir Pennsylvania Station (New York).
Pennsylvania Station (souvent abrégé en Penn Station) était une gare ferroviaire historique de New York qui a été construite, nommée d'après et occupée à l'origine par le Pennsylvania Railroad (PRR). La station occupait un terrain de 3,2 ha délimité par les Septième et Huitième avenues et les 31e et 33e rues du Midtown de Manhattan. Comme la station partageait son nom avec plusieurs stations dans d'autres villes, elle s'appelait parfois New York Pennsylvania Station. Achevé à l'origine en 1910, les parties hors sol du bâtiment ont été démolies en 1963, et les halls et plates-formes souterrains ont été fortement rénovés pour former l'actuelle Pennsylvania Station.

## Historique
Le bâtiment a été conçu par McKim, Mead and White et achevé en 1910, permettant pour la première fois un accès ferroviaire direct à New York depuis le sud. Sa structure supérieure principale et son hangar ferroviaire hors sol étaient considérés comme un chef-d'œuvre du style Beaux-Arts et l'une des grandes œuvres architecturales de la ville de New York. Sous terre, la station contenait onze plates-formes desservant 21 voies, dans à peu près la même disposition que l'actuelle gare, qui a subi diverses modifications intermédiaires. Le bâtiment d'origine a été l'une des premières gares à inclure des salles d'attente séparées pour les passagers à l'arrivée et au départ, et lors de sa construction, celles-ci figuraient parmi les plus grands espaces publics de la ville.
Le trafic de passagers a commencé à décliner après la Seconde Guerre mondiale et, dans les années 1950, le Pennsylvania Railroad (PRR) a vendu les droits aériens sur la propriété et a réduit la gare. À partir de 1963, la structure supérieure principale et le hangar ferroviaire en surface ont été démolis, une perte qui a galvanisé le mouvement de protection du patrimoine culturel moderne aux États-Unis. Au cours des six années suivantes, les halls souterrains et les zones d'attente ont été fortement rénovés, devenant la gare moderne, tandis que le Madison Square Garden et la Pennsylvania Plaza (en) ont été construits au-dessus d'eux. Les seules parties restantes de la station d'origine sont les plates-formes et les voies souterraines, ainsi que quelques artefacts dispersés dans le reste de l'ensemble.

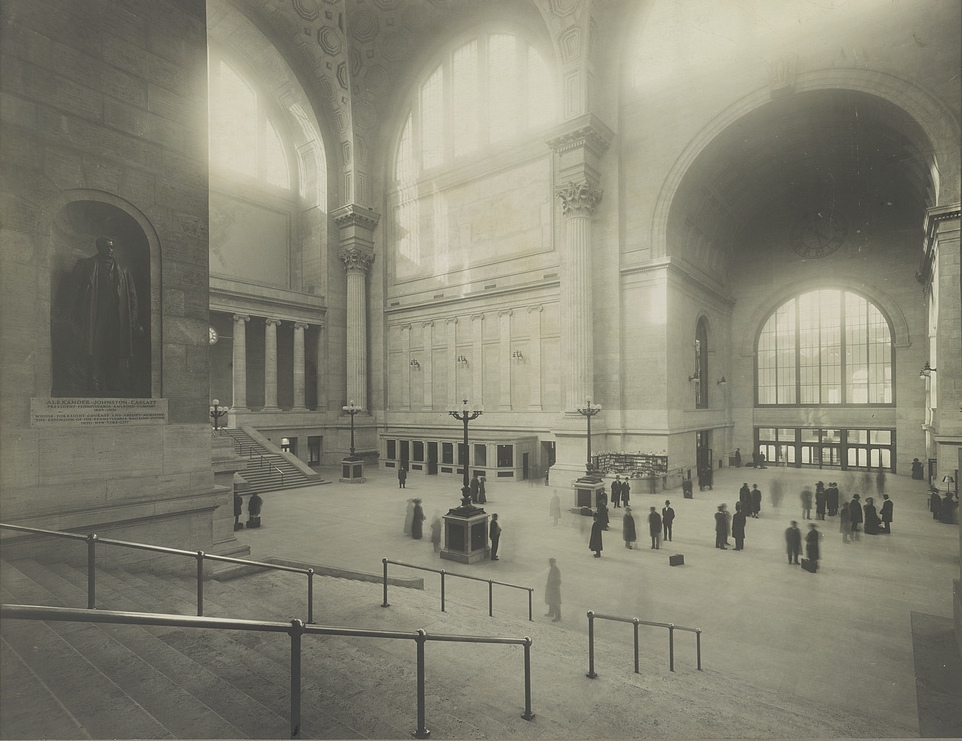
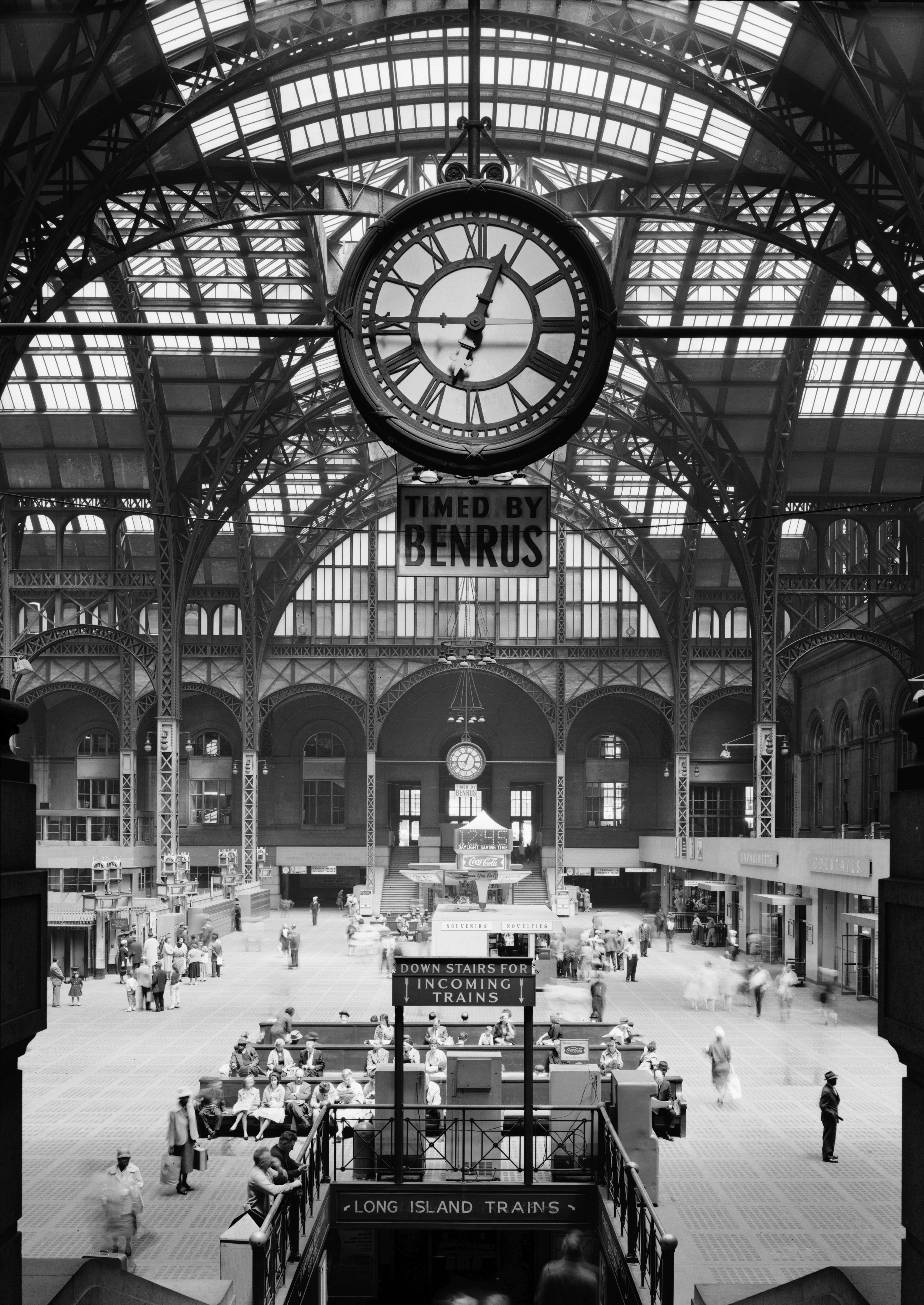
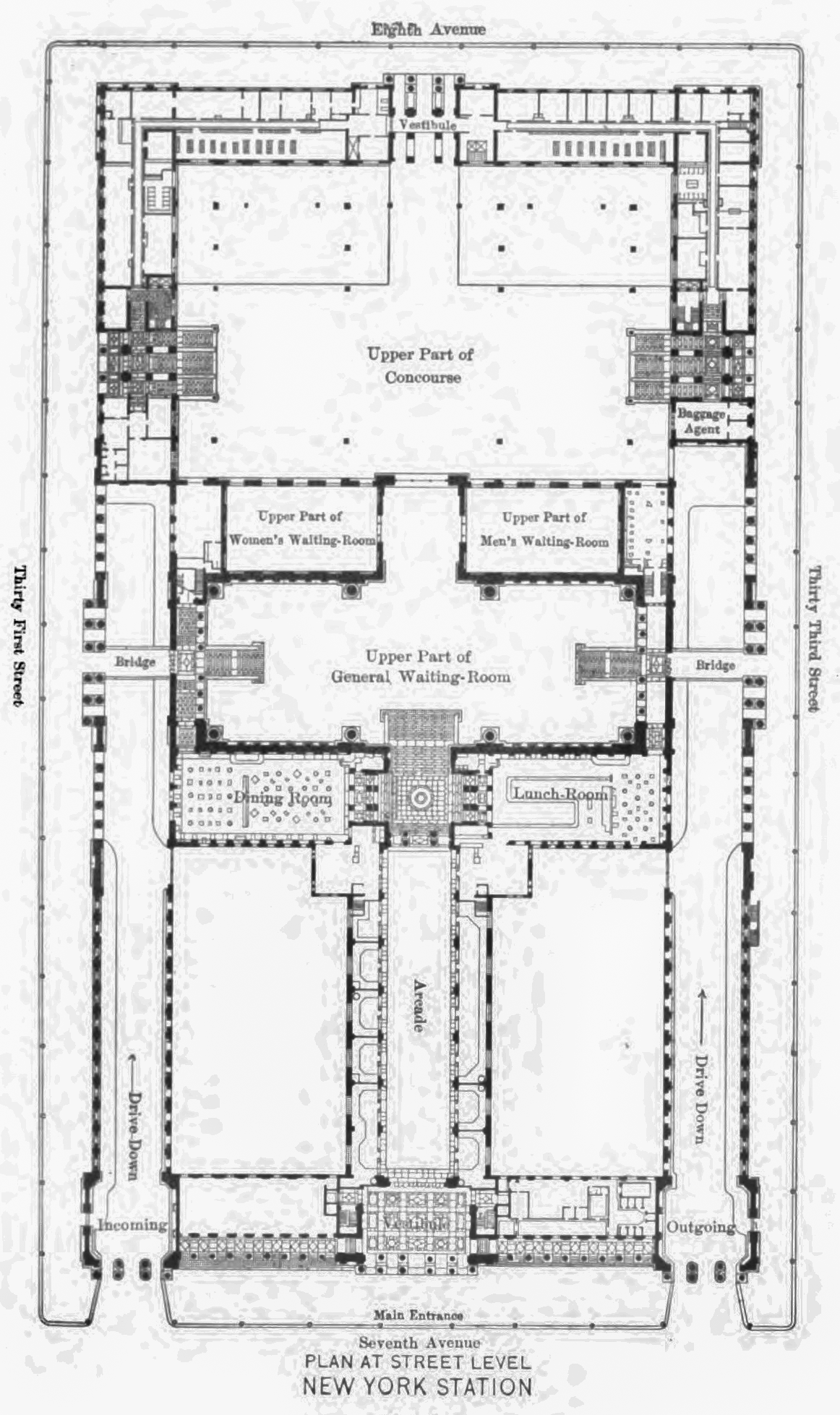
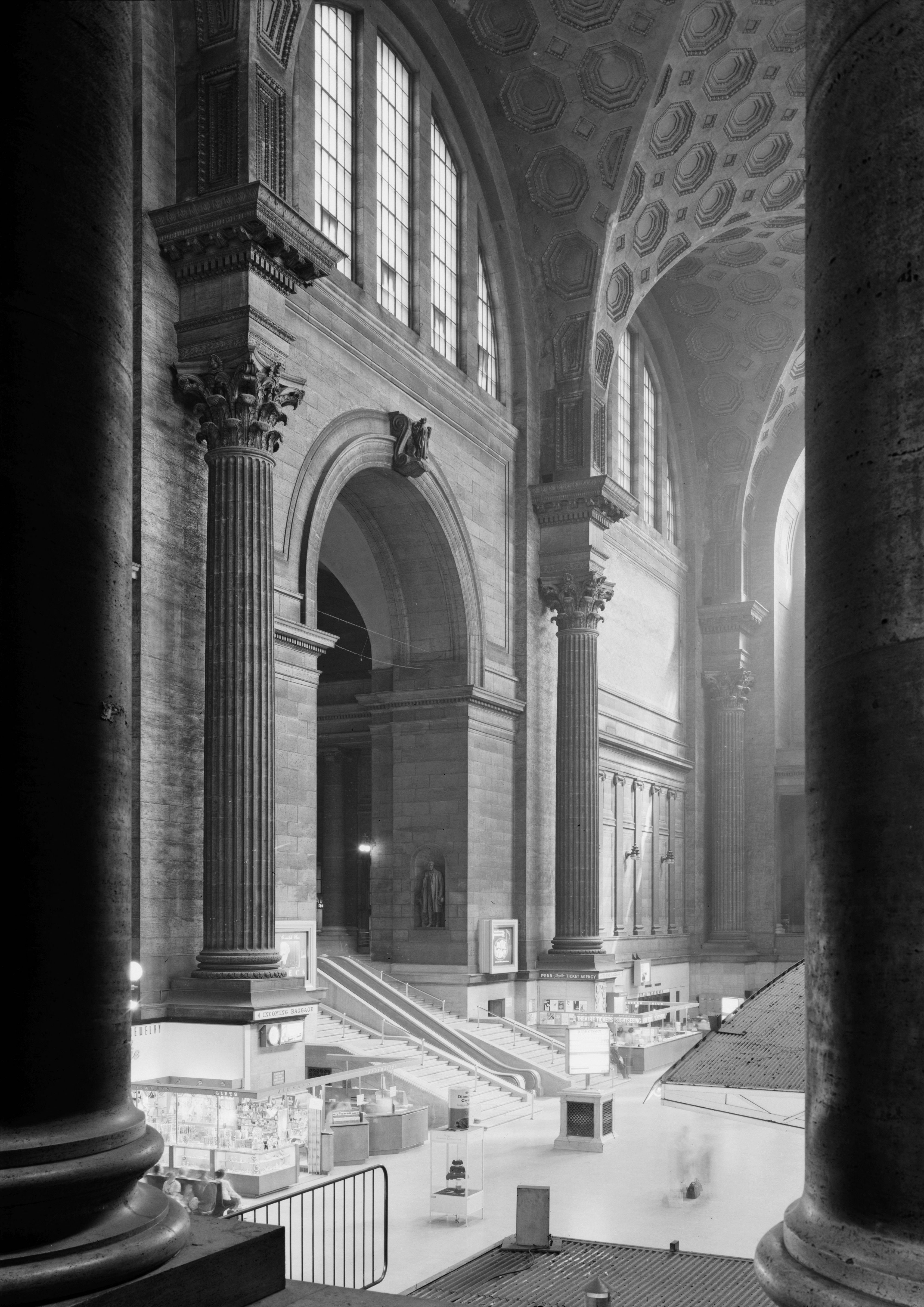
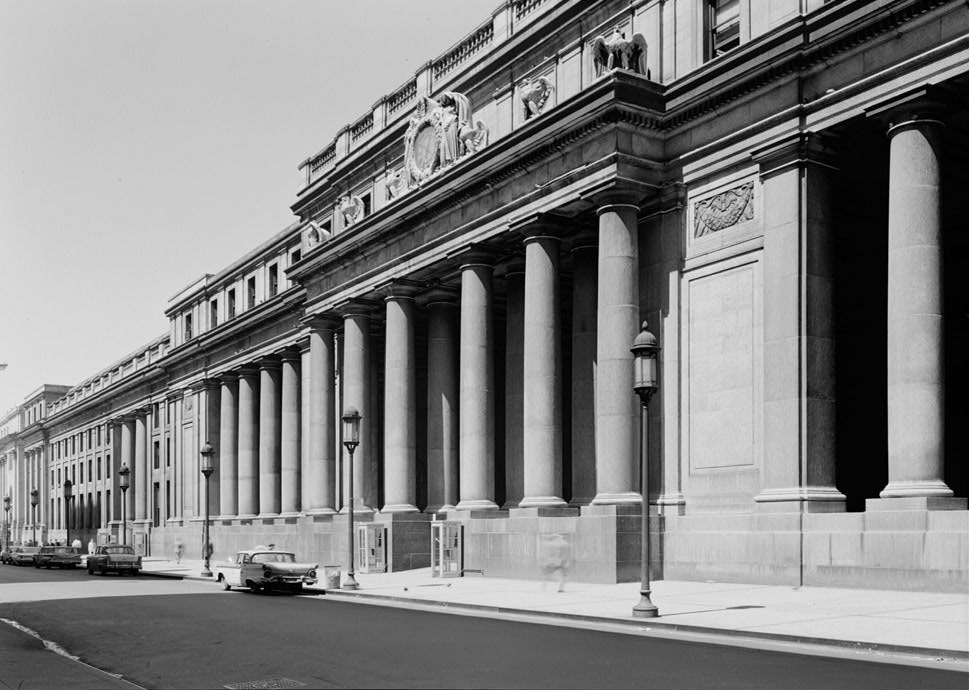
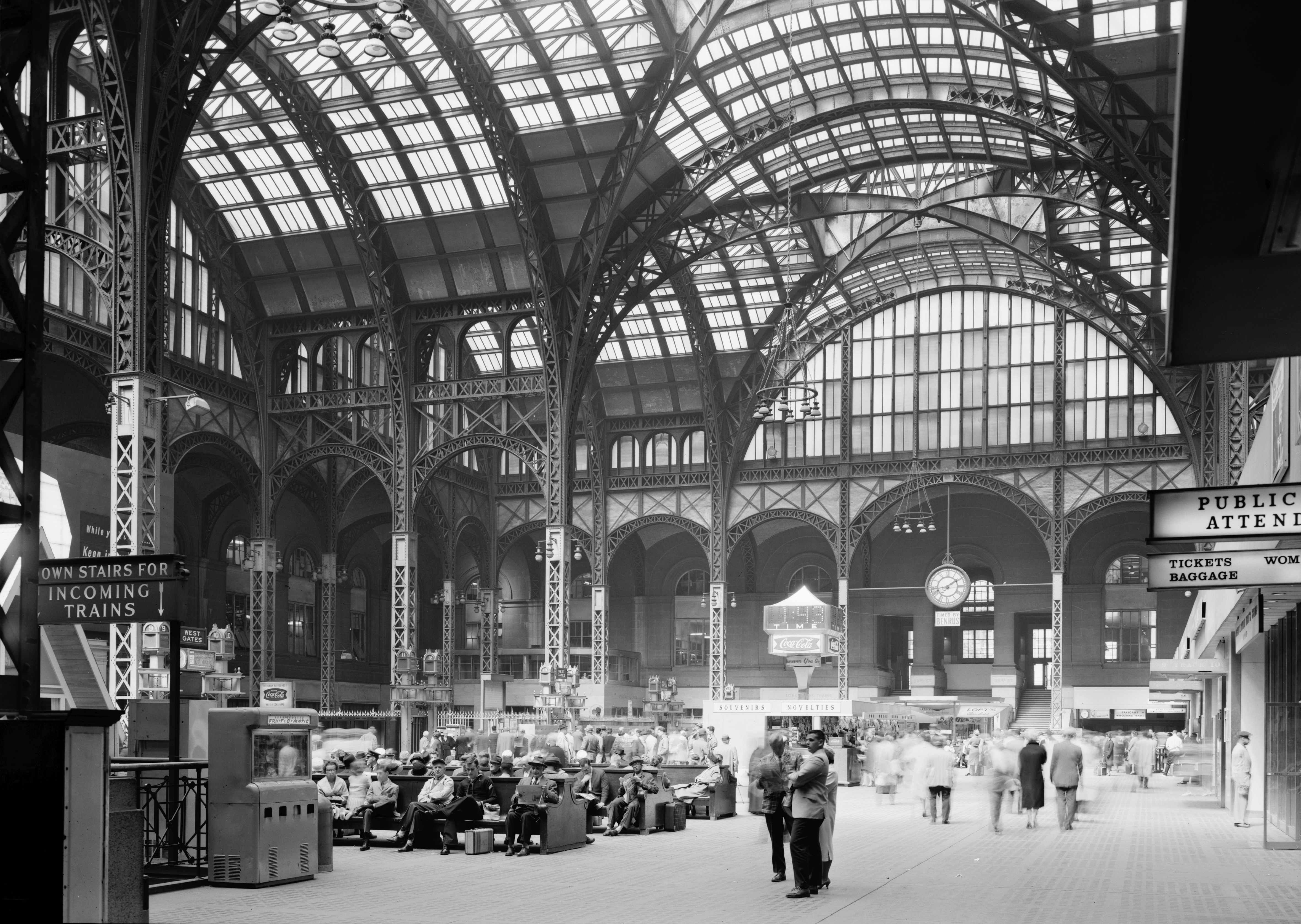